# The Stone Roses
The Stone Roses – brytyjska grupa muzyczna, działająca w Anglii od 1983 r. do połowy lat dziewięćdziesiątych XX w. Wraz z Happy Mondays zaliczana przez dziennikarzy do nurtu madchester, wbrew opinii członków zespołu, szczególnie wokalisty Iana Browna. Grupa wywarła wielki wpływ na późniejszą scenę britpopową (m.in. na zespół Oasis). W 2011 r. zespół reaktywował się na serię koncertów.

## Skład
Klasyczny skład (listopad 1987 – marzec 1995)
- Ian Brown, wokal
- John Squire, gitara, wokal
- Mani (Gary Mounfield), gitara basowa
- Reni (Alan Wren), perkusja, wokal

## Dyskografia
- The Stone Roses (1989)
- Second Coming (1994)